# Campo de San Francisco

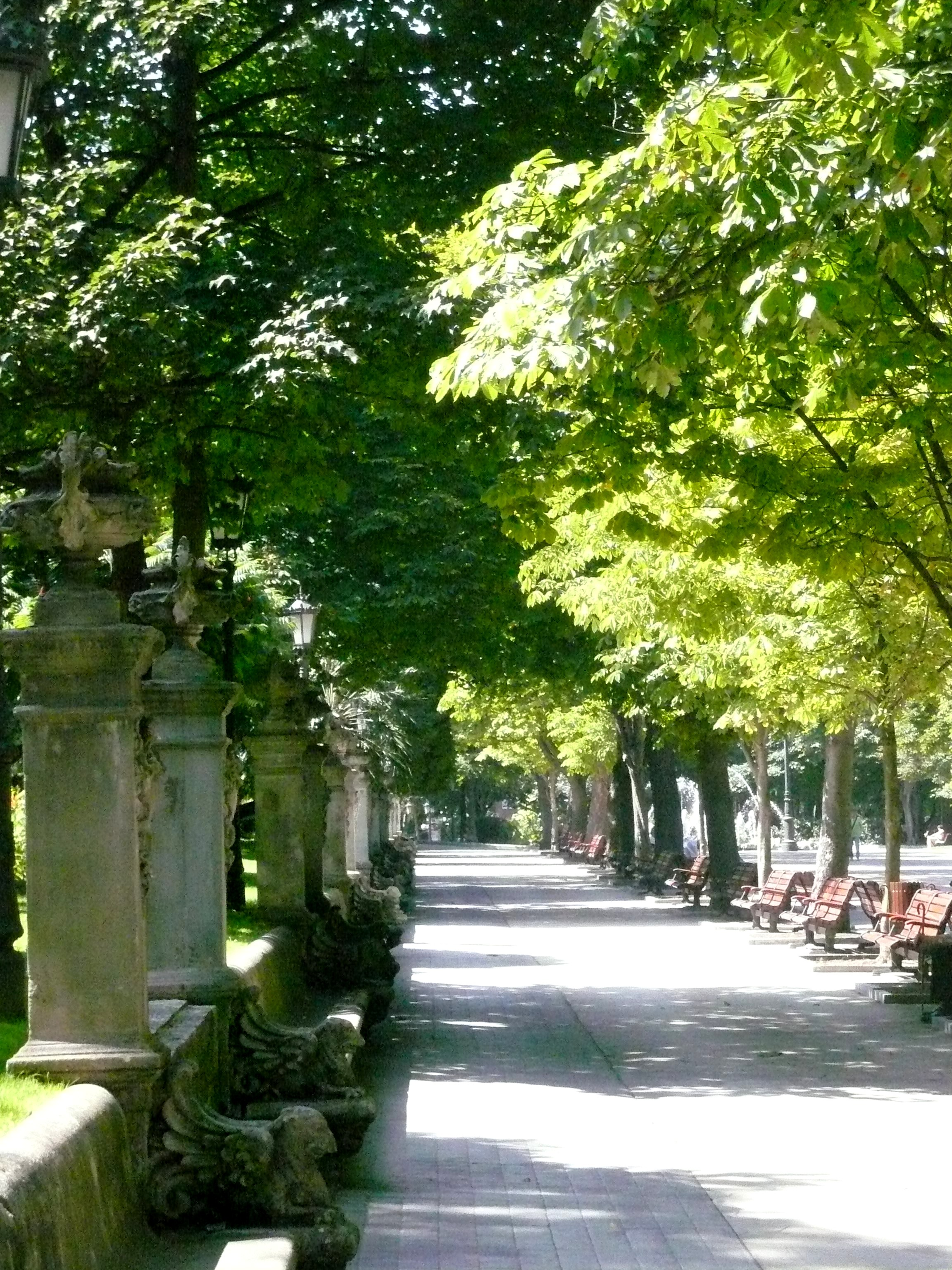
Detall del Campo de San Francisco.

El Campo de San Francisco, popularment conegut com el Campo pels ovetenses, és un parc de 9 ha situat al mateix centre d'Oviedo. És un dels llocs més significatius de la capital del Principat d'Astúries i autèntic pulmó de la ciutat.
Situat al centre de la ciutat, delimitat per un conjunt de carrers, el d'Uría a l'est, el de Conde Toreno al nord, el del Marquès de Santa Creu al sud i pel de Santa Susana a l'oest, donant lloc a si a una forma romboïdal..
En el seu interior es poden distingir tant passejos com a avingudes, les quals posseeixen noms concrets, així tenim el Passeig dels Àlbers, el Passeig del Bombé o el Passeig de José Cuesta; l'Avinguda Itàlia o l'Avinguda Alemanya, entre d'altres..
El passeig dels Àlbers és paral·lel al carrer Uría, per la seva banda el de Bombé forma un subtil angle agut amb el carrer Santa Susana. Les avingudes d'Itàlia i Alemanya connecten els passejos dels Àlbers i el de Bombé.
Actualment l'ajuntament utilitza les instal·lacions del parc per a la realització d'actes i concerts de música dins de la programació cultural de la ciutat d'Oviedo.

## Equipaments
Segons la informació proporcionada per l'Ajuntament d'Oviedo, el Campo de San Francisco presenta els següents equipaments que van des del reg automàtic a zones d'oci per a nens (jocs infantils destinats a diferents edats, uns pels més petits (de fins a 6 anys), i uns altres pels nens d'entre 6 i 12 anys); taules de ping-pong; pistes de "skate"; cistelles de bàsquet...
També ha de tenir-se en compte que dels 90.000 metres quadrats que té el Campo de San Francisco, uns 55.000 són zones verdes, en les quals destaquen els 955 exemplars d'arbres, de 51 espècies diferents i més de 100 varietats. Els més abundants són els castanyers d'índies, til·lers, plàtans d'ombra, i arces; però també hi ha pollancres, freixes, alzines, llorers, magnolis, crateagus, plamaces i credos entre d'altres. Alguns d'aquests arbres tenen uns 300 anys, i uns altres es caracteritzen per la seva altura, com passa amb el plàtan d'ombra que supera els 40 metres d'altura.
També té el Campo de San Francisco una fauna que ara li és pròpia. Pot trobar-se en els seus jardins, paons (que viuen en absoluta llibertat), a més d'altres aus, algunes de les quals aquàtiques, i unes altres que agraden de zones humides pel que habiten més prop del petit estany (ánades petites i fins i tot cignes).
També està equipat amb diversos elements arquitectònics, com el quiosc de música, o els busts de diferents personatges il·lustres, les escultures, el quiosc municipal de "La Chucha" (actualment abandonat i ple de grafits)[4], les fonts (La Cuentona, Font de les Granotes, Font del peix, Font del Caragol, Font Clarín, Font del Angelín) o l'Arc de Sant Francesc.
També ha de fer-se esment a l'Estany dels Ànecs i a l'Estany de Covadonga.
Malgrat que el parc està situat en una zona amb pendent,cosa que provoca que molts dels seus passejos tinguin inclinació, l'accessibilitat per a persones amb mobilitat reduïda o en cadira de rodes és bona. Dels seus accessos, uns quants estan enrasats a la vorera exterior, a més, l'amplitud dels passeigs fa fàcil i còmoda la circulació, la qual es veu afavorida per la pavimentació de formigó. L'equipament per a persones amb discapacitats es veuria complementat per l'existència al carrer Uría d'una cabina amb serveis públics adaptats.

## Història
La primera referència sobre aquest antic bosc es remunta al segle xiii segons l'escriptura conservada en la Catedral d'Oviedo per la qual D. Fernan Alonso, canonge de la Col·legiata de Sant Pere de Teberga, realitza la donació d'una font i un prat a l'Orde de Frares Menors d'Oviedo. La fundació d'un monestir franciscà en aquests terrenys va donar origen a un primer nucli fundacional sent el conegut Camp el mateix hort d'aquest convent. Els frares de Sant Francesc d'Oviedo van realitzar una sèrie de reformes al segle xiv com la canalització d'aigües i l'establiment de camins d'accés.
El Camp va haver de tenir l'origen en un conjunt d'hortes que eren propietat del Cabildo, de diversos convents i d'alguns particulars. En 1534 els representants de la ciutat i el Capítol catedralici acorden la conversió de tots els terrenys en un únic espai d'ús públic.
Ja des del segle XV la documentació oficial de la ciutat recull testimonis sobre el Campo de San Francisco com a lloc molt freqüentat per la gent i millor sortida del nucli urbà. Comoptava aleshores amb uns límits més amplis estenent-se sobre les actuals carrer Uría, carrer Pelayo, plaça de la Escandalera, carrer Toreno i endinsant-se en els terrenys de Llamaquique. La parcel·la que limita amb l'actual carrer de Marqués de Santa Cruz no era pública, ja que es corresponia amb l'horta del convent franciscà. A més, el conjunt va experimentar grans transformacions al llarg dels anys, duent-se a terme successives urbanitzacions de la zona per fer front a noves necessitats, la qual cosa va dur a la construcció de passejos, glorietes i camins arbrats per al gairell del públic. L'Avinguda d'Itàlia va ser el primer passeig que es va obrir, i durant segles va coincidir amb l'inici de la carretera a Galícia, des de l'actual Plaça de la Escandalera.
Encara que aquest entorn cridava a l'assossec i la tranquil·litat va ser utilitzat en nombroses ocasions com a lloc d'instrucció militar com la realitzada per tres mil homes el 22 de gener de 1590 pel Terç de 24 Banderes (arcabuceros, mosqueters, piqueros...), segons Tirso d'Avilés.
Va existir un víacrucis d'estacions de pedra que partia de l'església del monestir cap a la capella de la Magdalena del Camp vinculat a les celebracions de la Setmana Santa ovetense i restaurat al segle xvii.
Les transformacions que es van realitzar durant del segle xviii van consistir en l'obertura de l'eix occidental del Camp, el que s'anomenaria, Passeig del Bombé, en què es construiria un edifici singular, el Saló Bombé.
Després de la desamortització de Mendizábal en 1816 els terrenys citats vinculats a hort i jardí del convent franciscà passen a les mans del Municipi el qual ho va cedir en fòrum perpetu a la Universitat l'any 1846 per ser convertit en un jardí botànic i un llac.
Durant el segle xix, es produí un gran impuls urbanístic que va marcar definitivament el Camp amb l'obertura dels carrers Uría i Marqués de Santa Cruz. Es dona lloc a un nou passeig, el Passeig dels Àlbers que és una avinguda enjardinada paral·lela a la recentment inaugurada carrer Uría. El paviment del passeig, formant un mosaic és obra d'Antonio Suárez.
En produir-se la urbanització que va donar lloc al carrer Uría, va ser necessari tallar el famós Carbayón d'Oviedo, que havia crescut en el Campo de San Francisco, i que es va enderrocar en 1879, fet que més tard recordaria l'Ajuntament d'Oviedo amb la col·locació d'una placa commemorativa en l'any 1949, al terra de la vorera, a l'altura del núm 4 del carrer Uría.
La transformació final del Campo de San Francisco en una autèntic parc al més estil anglès, la dugueren a terme dos alcaldes del segle xix, Ramon Secades i Longoria Carvajal, crando una gran superfície enjardinada, construint fonts ornamentals (com La Fuentona o la Font de les Granotes, limitant el Passeig Bombé), obres que estan ínitmament unides a les obres hidràuliques que es van realitzar durant aquest segle a la ciutat.
És en el segle xix, quan s'aixeca el quiosc de música (1899), obra de Juan Miguel de la Guàrdia, encara que també mereixen destacar altres monuments que poden contemplar-se en el seu interior, com la portada romànica del vell temple de Sant Isidoro o els que formen part del museu a l'aire lliure d'Oviedo, és a dir, les escultures urbanes que pel recinte es dispersen com són els monuments dedicats a José Tartiere i a Clarín, obres d'escultors com Víctor Hevia i Manuel Álvarez Laviada.
Des de llavors ha estat el cor de la vida social i el pulmó de la ciutat d'Oviedo. Compta amb una gran riquesa botànica amb 127 espècies diferents d'arbres i arbustos, representant a tots els continents menys l'Antàrtida i amb més d'onze espècies considerades típiques del paisatge asturià.
Ya en el segle XX es construí junt al quiosc de música, una edificació coneguda com "La Granja", la qual s'ha utilitzat per diverses tasques. Inicialmente fou un cabaret, després una guarderia tutelada per la parròquia de San Juan el Real. Actualment al seu interior hi ha, una biblioteca municipal, una escola d'hostaleria, així com sales multiusos.
Durant la dècada dels anys cinquanta i seixanta, prop de l'estany, van viure en captivitat una parella d'exemplars d'ossos de Teberga, coneguts amb els noms de Petra i Perico, que van arribar al parc l'any 1950, sent uns cadells de menys de dos mesos. En un primer moment se'ls va encadenar a unes argolles que els permetien fer passejades d'uns 25 metres, els quals van ser popularment batejats com "el tramvia".
En els últims quinze anys (1992-2007) s'han realitzat una sèrie de reformes d'adequació que han millorat aquest espai públic. La renovació del sanejament, els jocs infantils i l'enllumenat amb fanals de fosa, la pavimentació i la conversió en zona de vianants amb formigó imprès de les vies, la recuperació del Roserar i la renovació de les llombardes han estat algunes de les actuacions realitzades.

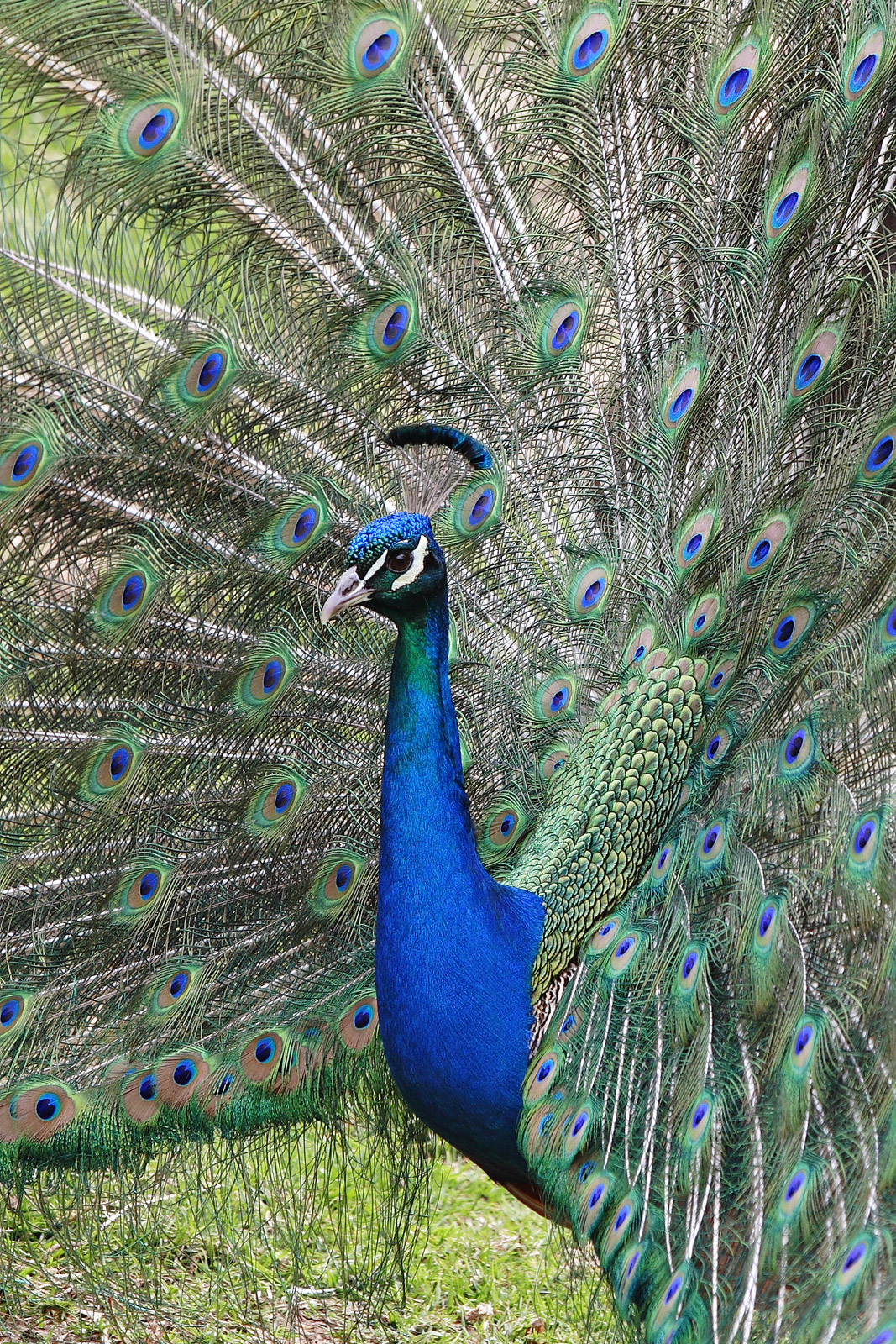
Image de Paó reial.

Aquest espai natural net i frondós s'ha convertit durant generacions senceres en espai d'esbarjo i passeig. És un entorn segur on a través de les seves sendes per als vianants i entre els seus arbres es guarden els testimoniatges milers de ovetenses i visitants, amb records lligats a l'ossa Petra, les neules i els gelats, els paons, la font del caragol, l'estany dels ànecs o el quiosc de música del Bombé. El paó s'ha convertit en una icona del Campo de San Francisco convivint amb els ovetenses en una natural harmonia.

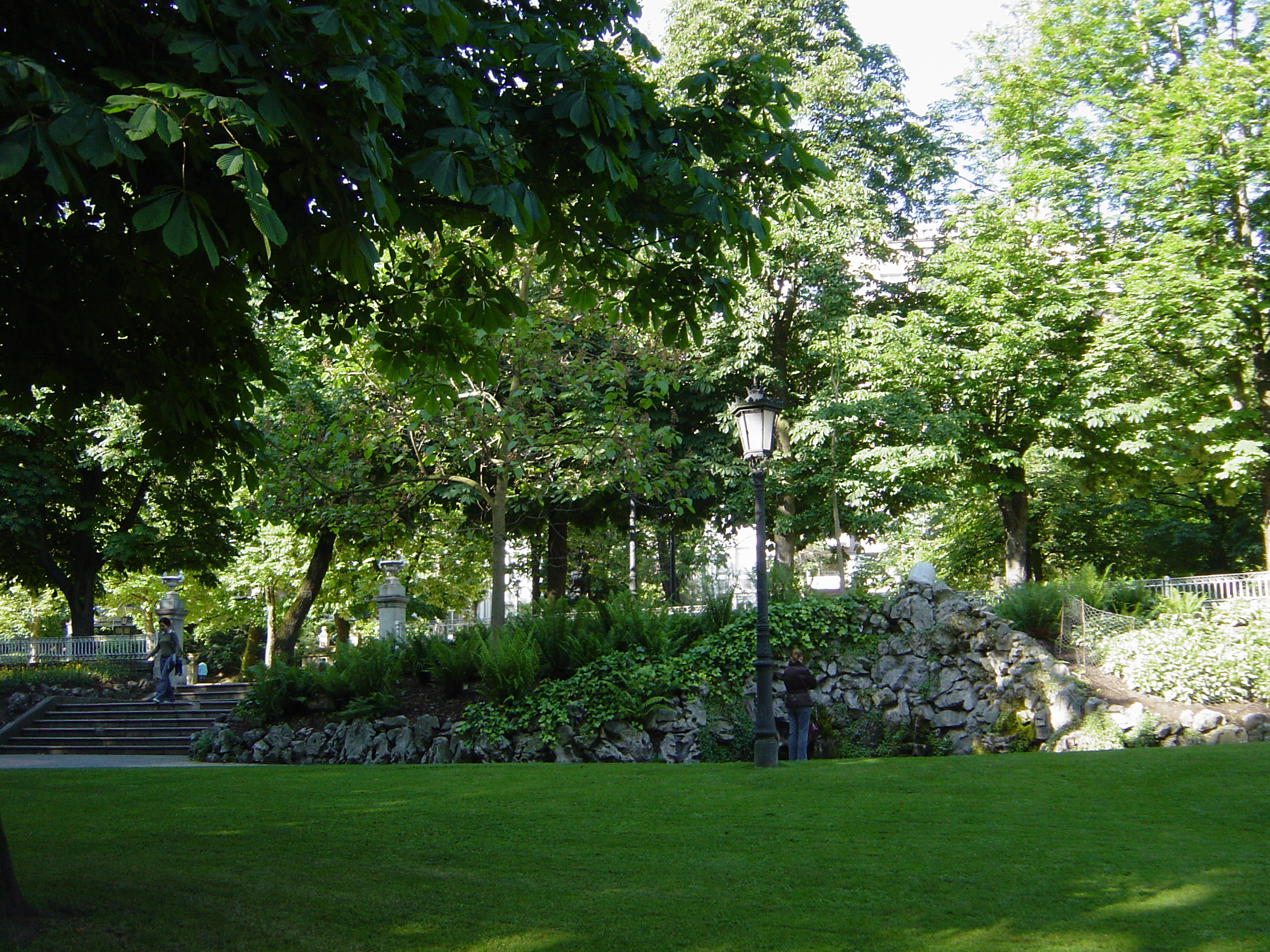
Detall del Campo de San Francisco.
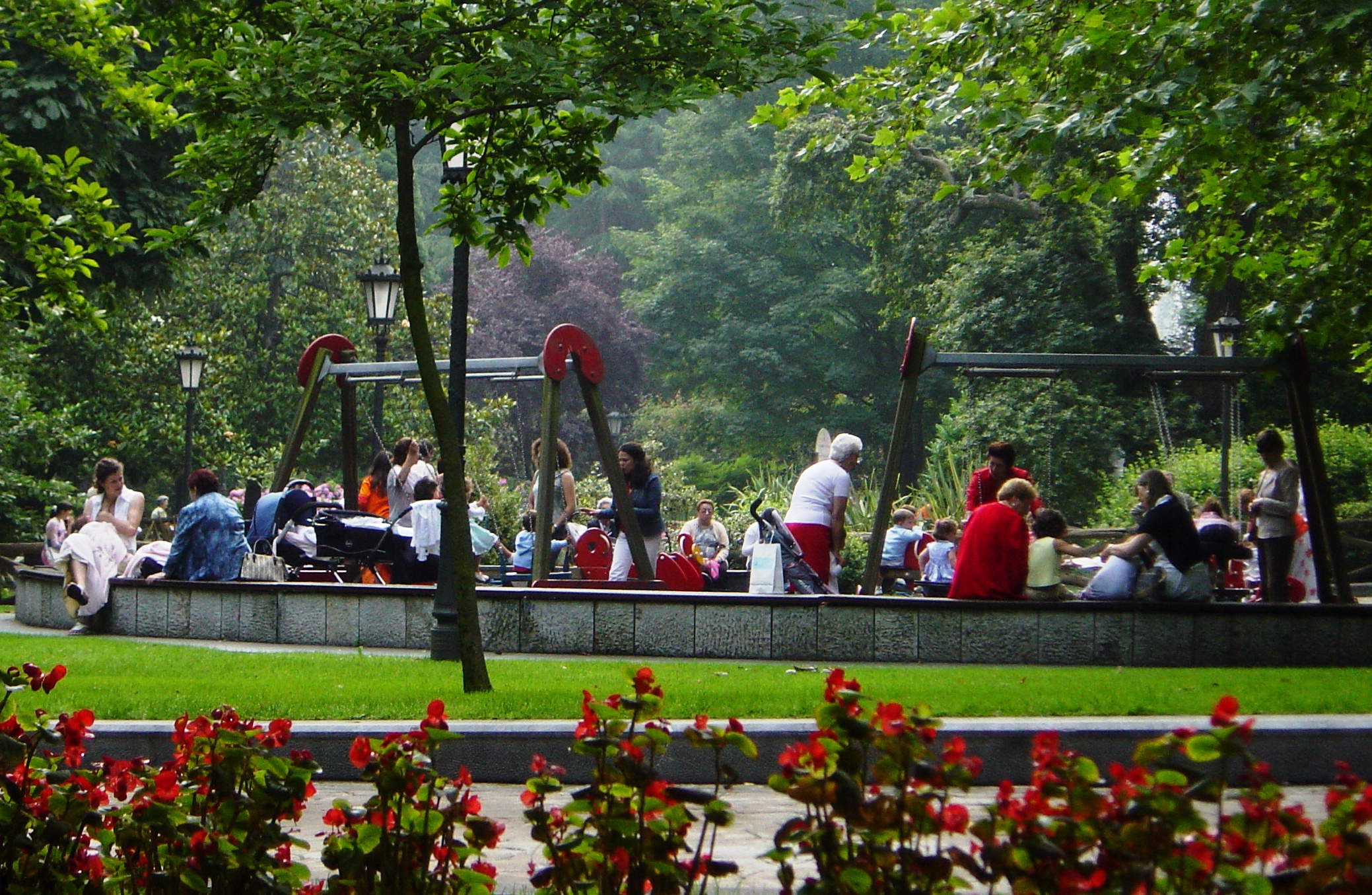
Detall del Campo de San Francisco.
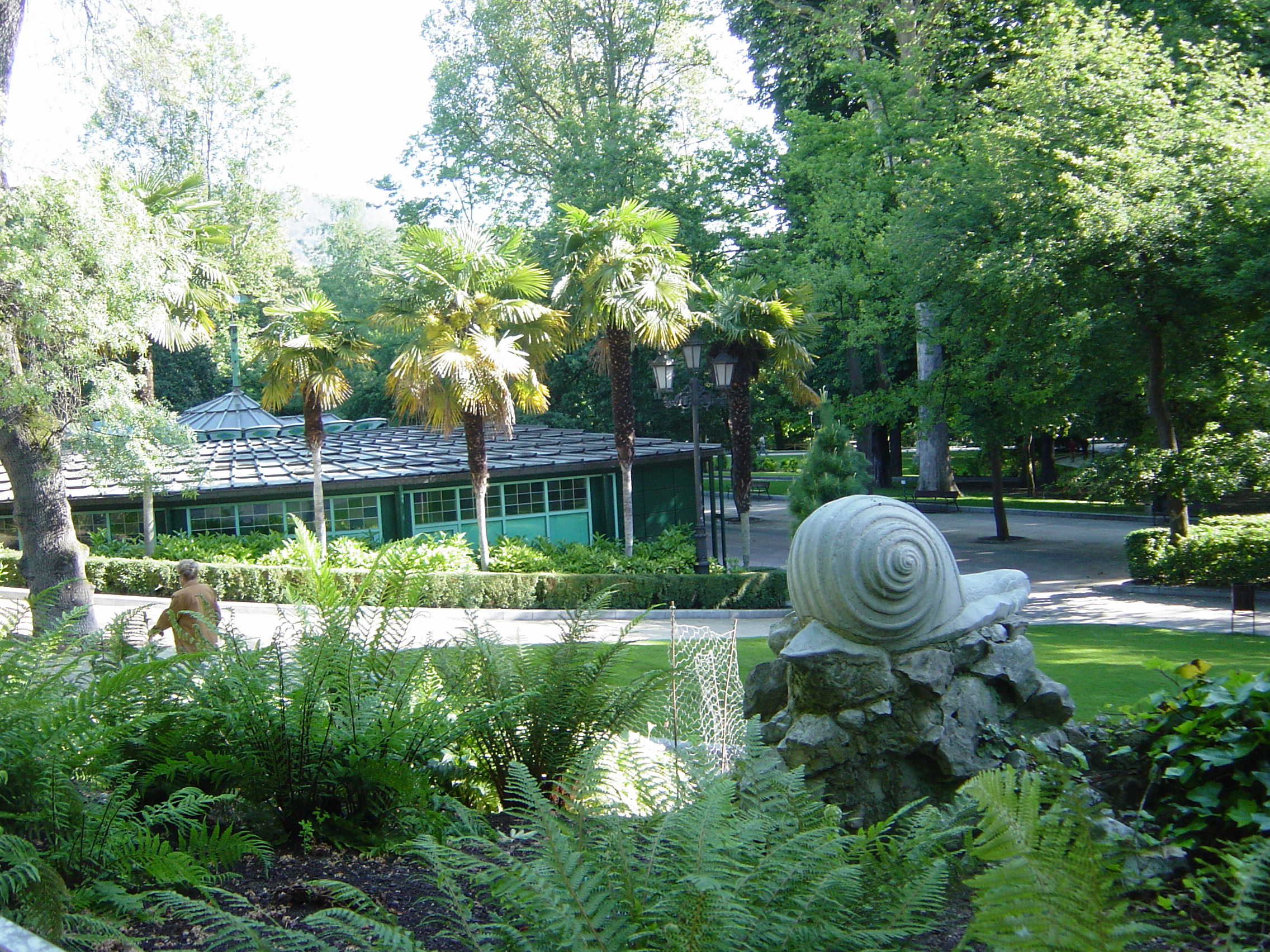
Detall del Campo de San Francisco.

## Punts d'interès

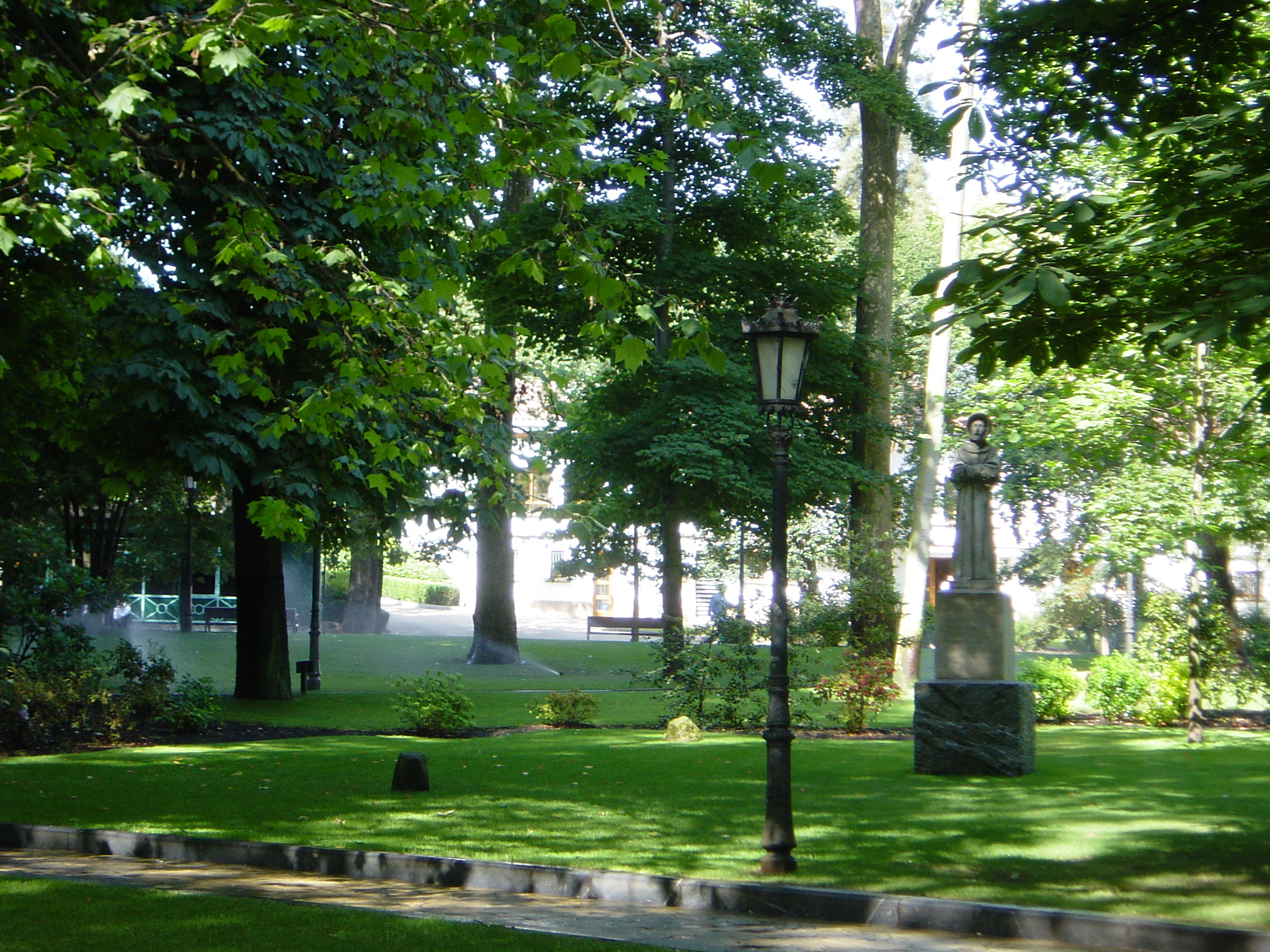
Image de Sant Francesc d'Assís.

Jardí Botànic: es correspondria amb el prat al que es refereixen els documents dels segles xiii i XIV que va servir d'horta i jardí al convent franciscà. Estava tancat per una tàpia el límit de la qual nord es trobava en l'Avinguda d'Alemanya. Després de les desamortització de Mendizábal en 1816 els terrenys citats vinculats a l'hort i jardí del convent franciscà passen a les mans del Municipi el qual ho va cedir en fòrum perpetu a la Universitat l'any 1846 per ser convertit en un jardí botànic i un llac. En 1871 es va derrocar la tàpia i va ser incorporat al Camp de San Francisco.
Passeig del Bombé: situat en la part alta del parc, proper al passeig dels Capellans, el seu nom afrancesat podria estar relacionat amb l'estada a Oviedo de les tropes napoleòniques en establir-se aquest com a passeig en 1833 només vint anys després de l'ocupació. En 1875 es va inaugurar la ¨ Fuentona ¨, i en els anys següents les fonts de les Granotes i el Caragol.
Font del Caragol: aquesta font, coronada per un simpàtic caragol de pedra, canalitza una arribada d'aigua fresca lligada en el record als berenars infantils sota la mirada atenta del quiosc de la Chucha.
Passeig dels Capellans: situat al costat del Bombé, entre est i el carrer Sant Susana, deu el seu nom centenari a estar relacionat amb ser el lloc preferit pels clergues per als seus passejos en estar situat en discret lloc però proper al festiu Bombé del que s'escoltava la seva música i concerts.

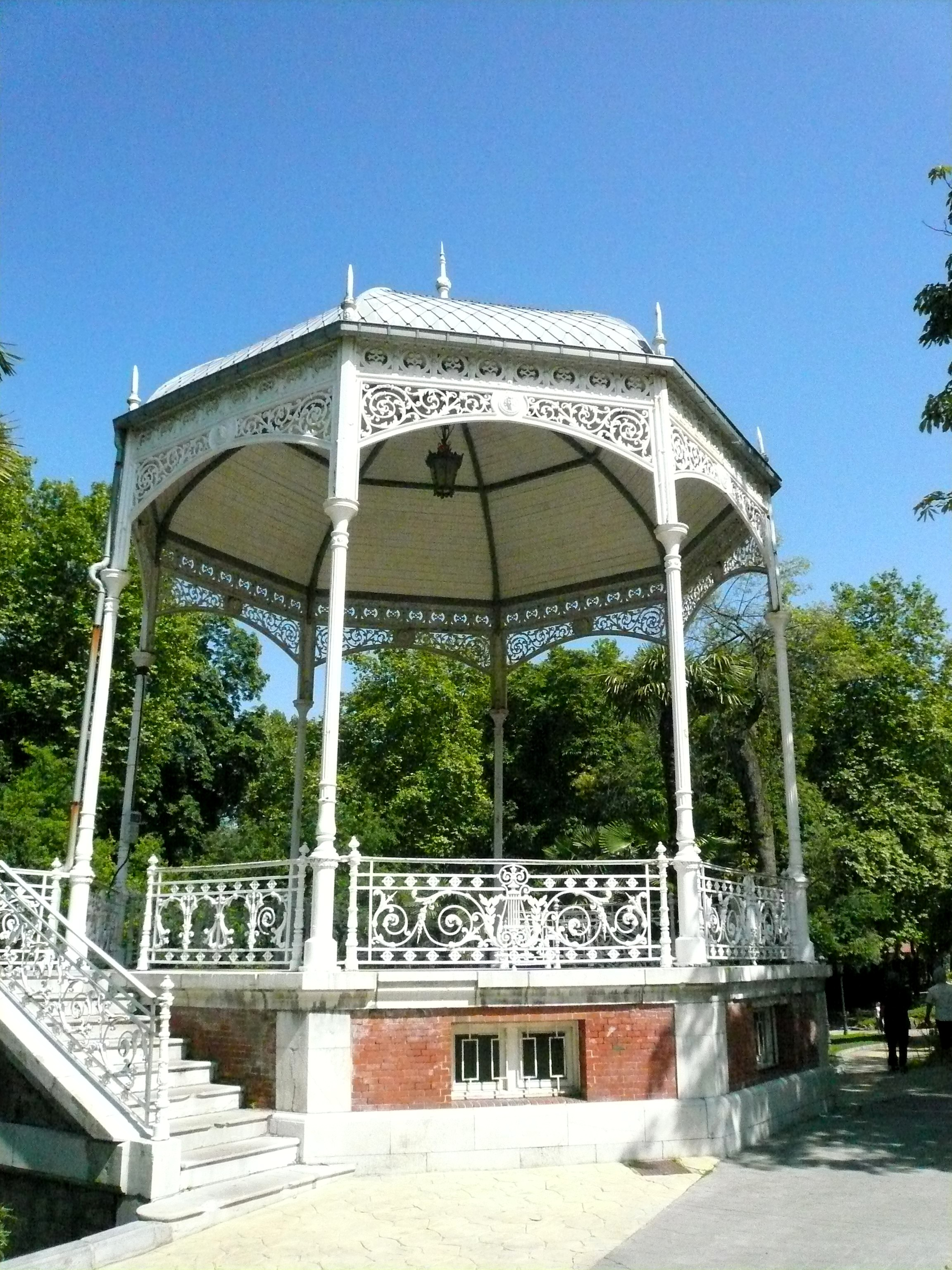
Image del Quiosc de la Música.

San Francisco de Asís: és una rèplica de la famosa imatge de Sant Francesc d'Assís de Pedro de Mena. En el front del seu pedestal es llegeix la següent inscripció: "A la memòria de – Sant Francesc d'Assís – que va peregrinar en aquesta camí de Sant Jaume – va inspirar al seu company el Beat Fray Pedro Compadre – la fundació del desaparegut convent de – menors, l'horta dels quals va ser anomenada sempre – Camp de San Francisco – i és l'únic vestigi d'aquesta antiga – fundació de la noble ciutat de – Oviedo – IV-X-MCMXLIX".
El Escorialín: proper a aquest lloc es trobava un creuer de pedra derrocat en 1841 amb la següent inscripció: ¨ A honra i glòria de Déu van fer aquesta obra els germans de l'Ordre del nostre Pare Sant Francesc. Any 1677”. En aquest lloc, enfront de la Junta General del Principat, es troba actualment un edifici, conegut com a Escorialín, sobrenom atorgat pels ovetenses en establir un paral·lelisme amb el llarg temps emprat en la construcció del monumental Escorial madrileny. Actualment és seu d'una Oficina Municipal de Turisme de l'Ajuntament d'Oviedo .
Estany dels Ànecs: És un estany que permet la protecció d'animals com ànecs i cignes, al costat de la possibilitat de la seva observació respectant el seu cuidat entorn.
Passeig del Roserar: antic espai dedicat a la instal·lació de circs i barraques cap a 1928 va començar la plantació del Roserar. Després de quaranta anys d'existència va desaparèixer amb l'última remodelació de l'Estany dels Ànecs
Quiosc de la Música: els jardins van comptar amb la incorporació del Quiosc de la Música promogut per l'Ajuntament que consta d'un templet que serveix a la població com a servei municipal amb l'objectiu d'entretenir i on actua la banda municipal. És una iniciativa amb origen al segle xix on resulta lògic que el seu autor fos l'arquitecte municipal. Realitzat en 1888 per Juan Miguel de la Guàrdia compleix amb els cànons d'un sòcol elevat sobre el qual neixen unes columnes que suporten la coberta a la qual s'afegeix un element que fa referència al seu ús musical, una lira.

## Escultures
El Campo de San Francisco acull entre la seva frondosa vegetació una sèrie d'estàtues dedicades a personatges estretament vinculats als ovetenses. Les estàtues van ser realitzades per diversos autors al llarg de les dècades i es van ser situant en llocs representatius del camp per poder ser contemplades per ovetenses i visitants en una atmosfera artística i natural.
- Amor y Dolor: Situades en el Passeig dels Àlbers són obra de l'escultor ovetense Víctor Hevia sent inaugurades en 1925 com a donació del marquès de la Rodriga, en aquells dies regidor de Parcs i Jardins, a l'Ajuntament.[4][5][6]
- Busto a Juan Rodríguez Muñiz: obra de Víctor Hevia Granda, que no va voler percebre remuneració en ser deixeble del representat, pagada per un grup d'alumnes de Juan Rodríguez Muñíz en 1927 com a homenatge al que fos mestre de desenes de generacions de ovetenses a la seva escola del carrer Campomanes d'on van ser deixebles Ramón Pérez de Ayala i Juan Ochoa, rendint així homenatge a tots els mestres particulars.[4][5][6]

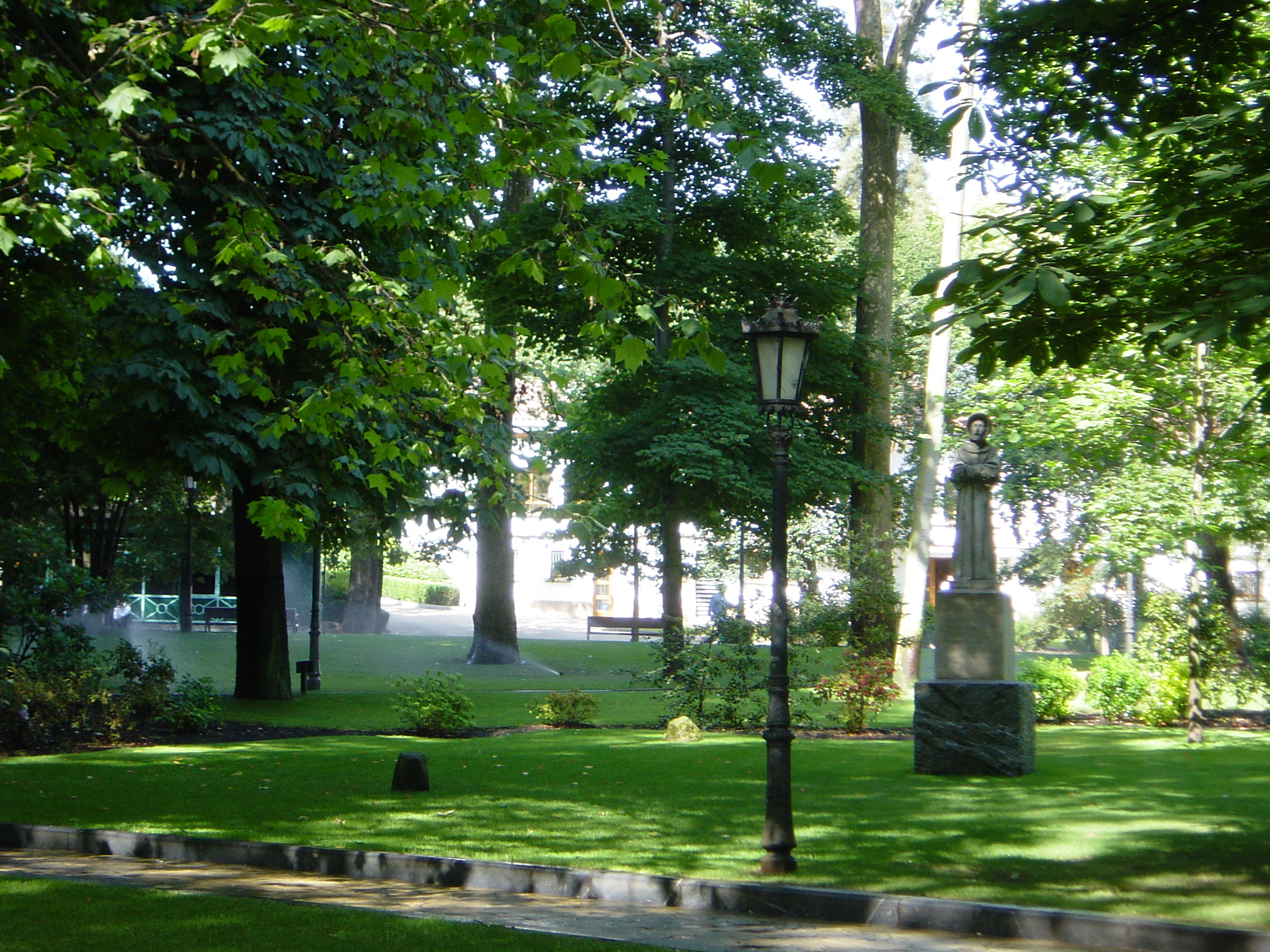
Sant Francesc d'Assís.
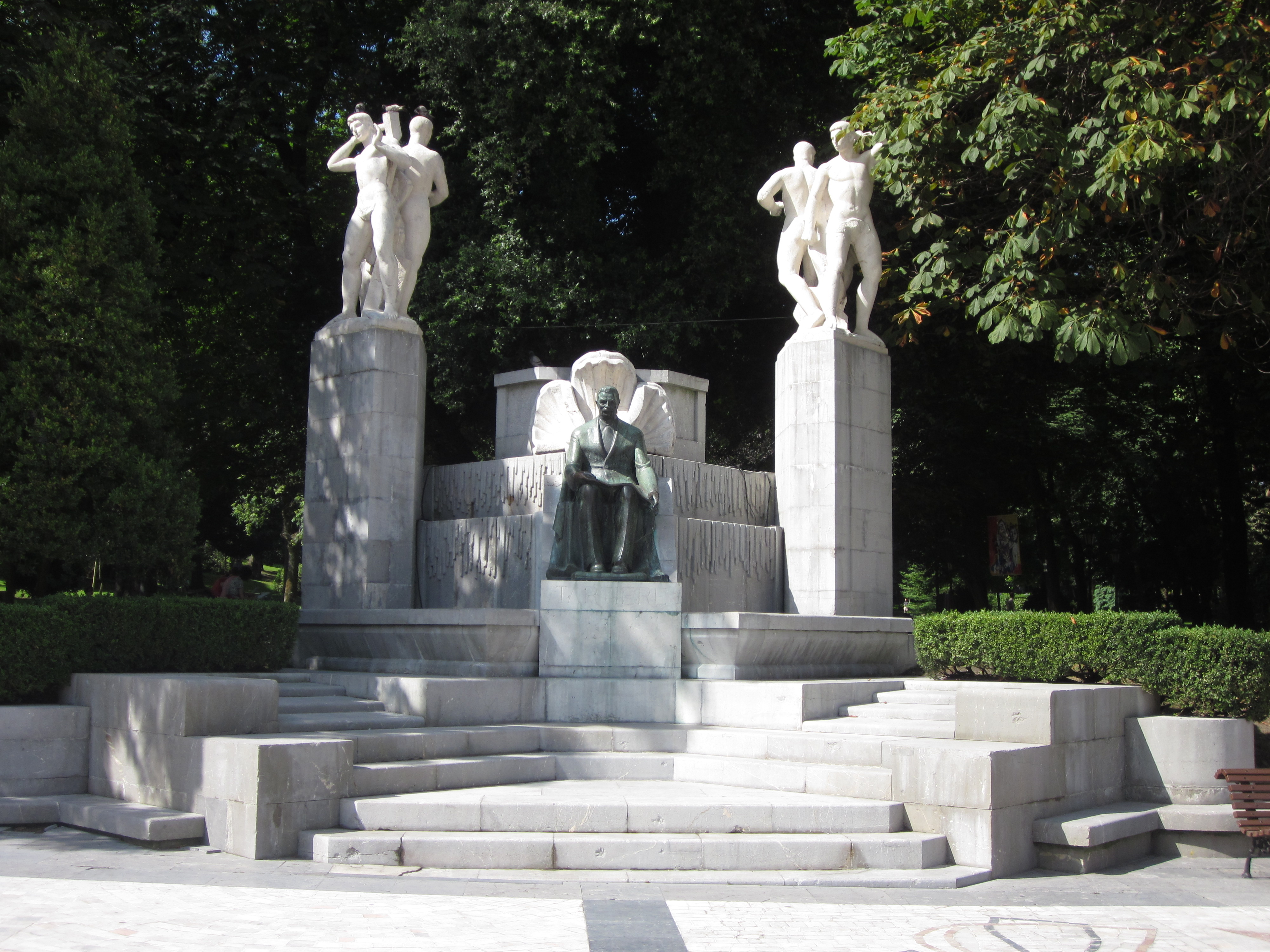
Monument a José tartiere.
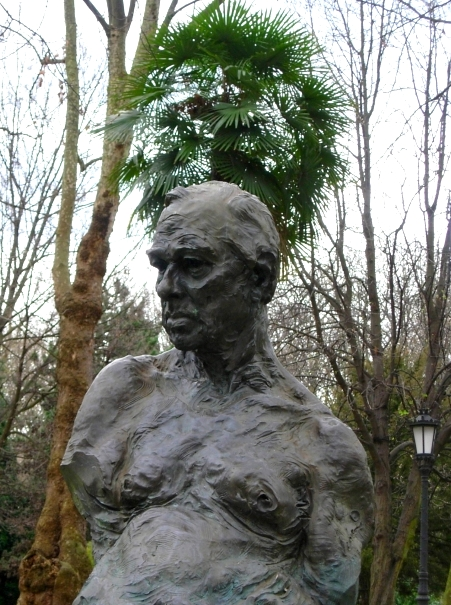
Bust de Sabino Fernández Campo.
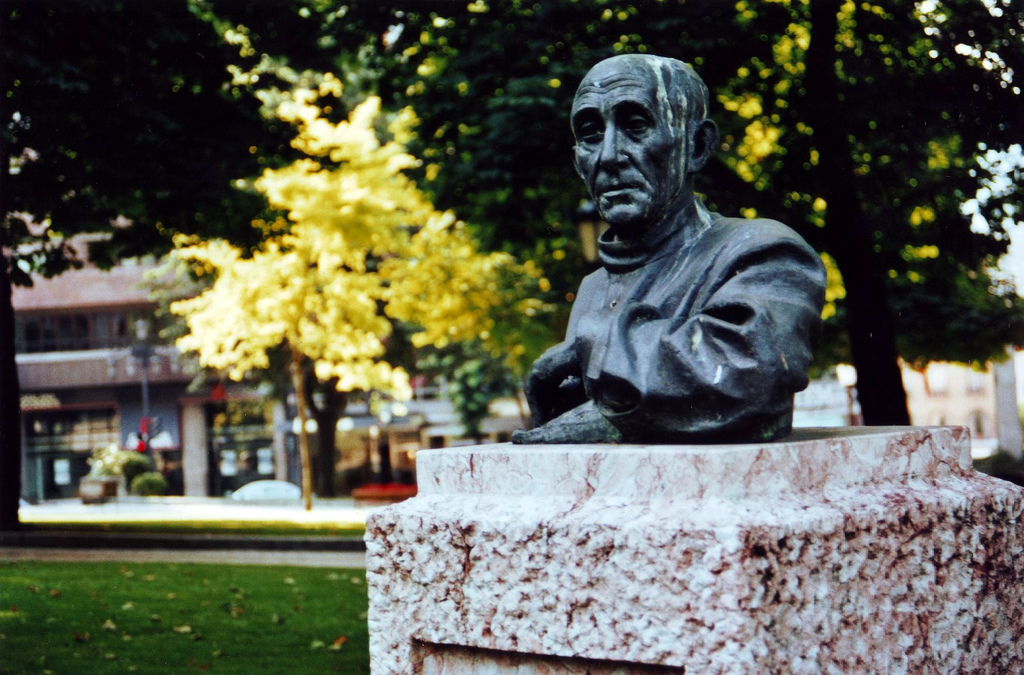
Bust de Paulino Vicente.

- Monumento a Leopoldo Alas "Clarín": inaugurat en 1931 aquest conjunt tot en pedra és obra de Manuel Álvarez Laviada qui va dissenyar una placeta amb una font envoltant la peça principal, en la part posterior de la qual es representa una figura femenina semidesnuda, mentre en el front se situa el bust de l'escriptor Leopoldo Ales ¨Clarín¨, obra de Víctor Hevia. Després dels danys soferts en la Guerra Civil va ser reconstruït substituint la figura esculpida de Manuel Álvarez Laviada per una inscripció.[4][5][6]
- Monumento a José Tartiere: un grup d'amics de l'empresari José Tartiere Lenegre que va impulsar la industrialització asturiana va fomentar, després de la seva mort, la realització d'un monument en el seu record. Inaugurat en 1933, obra de Víctor Hevia Granda, consta d'una escultura en bronze de l'homenatjat en un conjunt d'escalinata en la part posterior de la qual hi ha un conjunt amb perfils de treballadors. Es completa l'obra amb quadre figures en pedra d'obrers que coronen, dos a dos, el monument en les seves cantonades, obra de Manuel Álvarez Laviada. Està situat en el Passeig dels Àlbers.[4][5][6]
- San Francisco de Asís : erigida en 1949 com a homenatge a l'episodi, segons la llegenda, del pas per Oviedo al segle xiii del sant seguint el camí de Sant Jaume que extasiat pel paisatge dels afores de la ciutat va encomanar la construcció d'una petita ermita que donaria origen amb el temps a un convent franciscà en l'actual Campo de San Francisco. És una rèplica realitzada per l'escultor ovetense Enrique del fresno Guisasola de la coneguda estàtua de Pedro de Mena conservada en la catedral de Toledo.[4][5][6]
- Armando Palacio Valdés: coincidint amb el centenari del naixement del famós escriptor asturià Armando Palacio Valdés es va inaugurar l'obra de Gerardo Zaragoza en 1953.[4][5][6]
- Monumento al Marqués de Santa Cruz: bust obra de Vicente Menéndez Santarúa dedicat a Álvaro Navia Osorio, III Marquès de Santa Creu de Marcenado, il·lustre tratadista militar, sent inaugurat el 1984.[4][5][6]
- Alfonso Iglesias: la ciutat va erigir en anònima i popular col·lecta aquesta obra inaugurada pel mateix homenatjat en 1986. L'obra de Félix Alonso Arena representa al dibuixant creador de Pinón, Telva i Pinín.[4][5][6]
- Escultura de Paulino Vicente: Obra de Félix Alonso Arena va ser donat a la ciutat pel mateix pintor i situat en aquest lloc en 1988.[4][5][6]
- Monumento al General Sabino Fernández Campo: és obra de Víctor Ochoa i representa al general Sabino Fernández Campo nomenat en 1977 Secretari de la Casa Real.[4][5][6]
- La Torera (escultura): és obra de Mauro Álvarez Fernández i va ser instal·lada en aquesta ubicació l'any 2002.[4][5][6]
- Busto de Manolo Avello: és obra de Vicente Menéndez Santarúa i va ser instal·lada, en homenatge a Manuel Fernández Avello en aquesta ubicació l'any 2003.[4][5][6]